# پرسیس درل
 پِرسیس درِل (انگلیسی: Persis Drell؛ زاده ۳۰ دسامبر ۱۹۵۵) یک دانشمند اهل ایالات متحده آمریکا است.